# Mại dâm cưỡng bức

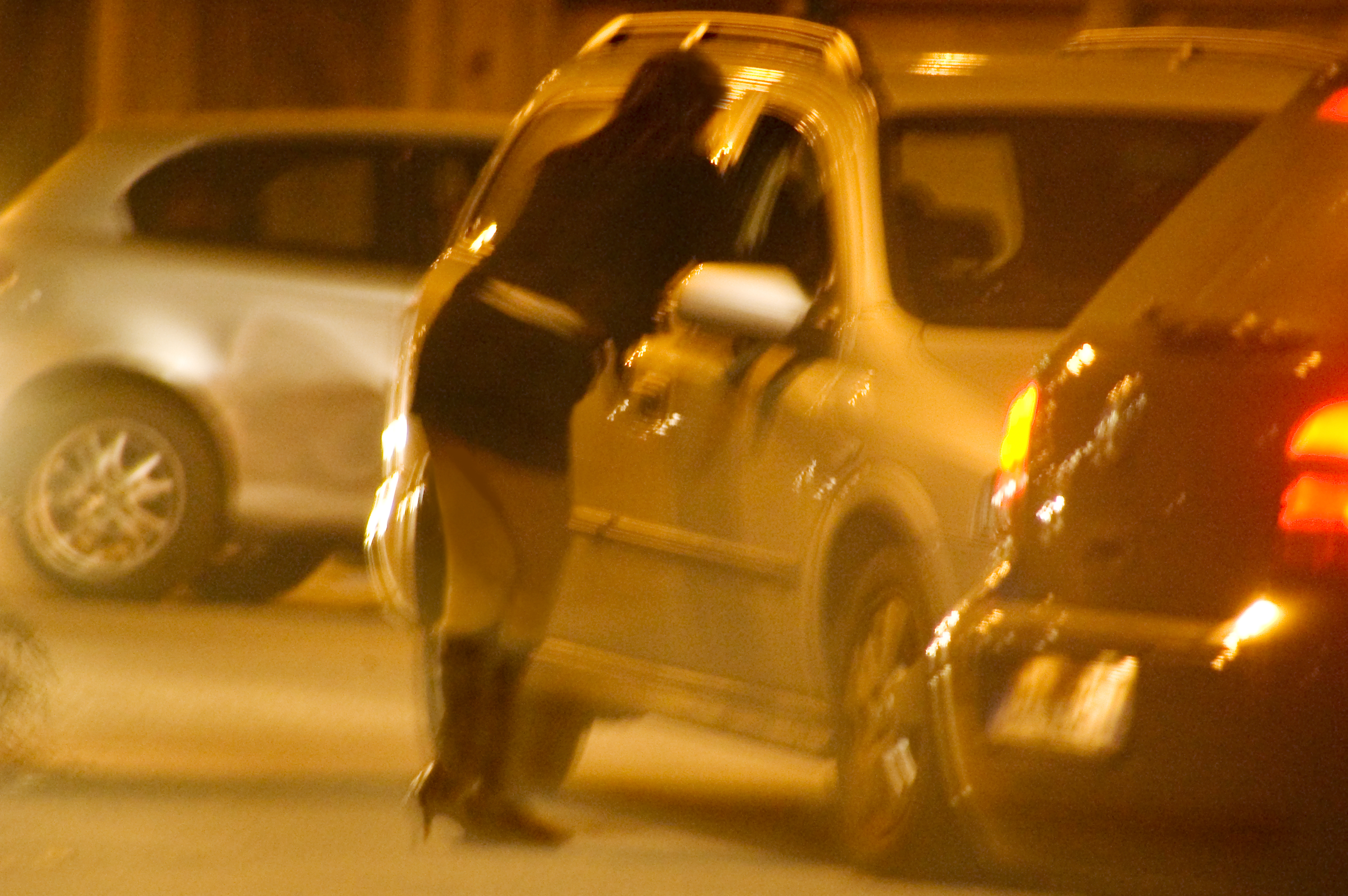
Gái mại dâm đang nói chuyện với một khách hàng tiềm năng ở Tây Âu. Người phụ nữ này bị ép buộc làm gái mại dâm và bị đe dọa phải đưa tất cả số tiền kiếm được cho kẻ buôn người.

Mại dâm cưỡng bức, còn được gọi là mại dâm không tự nguyện, là mại dâm hoặc nô lệ tình dục diễn ra do sự ép buộc của bên thứ ba. Các thuật ngữ "mại dâm cưỡng bức" hoặc "mại dâm có hiệu lực" xuất hiện trong các công ước quốc tế và nhân đạo như Quy chế Rome của Tòa án Hình sự Quốc tế  nhưng chưa được hiểu đầy đủ và áp dụng không nhất quán. "Mại dâm cưỡng bức" đề cập đến các điều kiện kiểm soát một người bị người khác ép buộc tham gia vào hoạt động tình dục.
Mại dâm cưỡng bức là tội ác chống lại người đó vì nó vi phạm quyền di chuyển của nạn nhân thông qua cưỡng chế và vì khai thác mang tính thương mại đối với họ.